# Tanunda
Tanunda é uma cidade localizada em Barossa Valley na região da Austrália Meridional. De acordo com o censo australiano de 2016, a população era de 4.324 habitantes.